# Shanik Berman
Shanik Goodman de Berman (Ciudad de México, 11 de abril de 1959) es una periodista, conductora y escritora mexicana de origen judío checoslovaco.

## Biografía
Nació en la Ciudad de México en 1959, de padres inmigrantes judíos de Checoslovaquia, quienes cruzaron el Atlántico después de sobrevivir a la Segunda Guerra Mundial. Estudió la educación primaria, la secundaria y la preparatoria en la Ciudad de México. Ingresó a la carrera de letras francesas en la Universidad de París, y se formó como intérprete simultánea y traductora inglés-español en la Universidad de Georgetown.
Se convirtió en reportera del mundo del espectáculo y en uno de los íconos del periodismo de ese ámbito en México. Su programa Íntimamente Shanik fue pionero en la televisión mexicana en el manejo de temas previamente censurados, como sexo, divorcios, infidelidades y otros.[cita requerida]
Inició su carrera periodística en 1980. Trabajó en todos los programas de televisión de Univisión relacionados con el mundo del espectáculo, entre ellos: Escándalo, La Tijera, Tómbola, Cristina Show y Sal y pimienta.[cita requerida]
Escribe una columna para los periódicos más importantes de México, como: Esto, El Sol de México, La Prensa, Basta y El Heraldo de México. Tiene una columna del mundo del espectáculo con entrevistas a celebridades en la revista de chismes más vendida en México: TVNOTAS.[cita requerida]
Tiene un programa de radio diario Shanik en Fórmula, transmitido a través de Radio Fórmula en México, en otros países de América Latina y en los Estados Unidos, que se transmite de lunes a domingo. Es autora de Muy cerca del ombligo (1985), una sátira sobre el mundo del espectáculo en México, y también escribió Más cornadas da el hombre, un libro sobre toreros. Ha trabajado como una de las principales periodistas del mundo del espectáculo en todos los programas de cotilleo de la televisión mexicana, como: La Oreja, Con todo, Vida tv, Viva la mañana, De buenas a la 1, D poca, Tv de noche, Muévete, Nxclusiva, Arriesga TV, Pasillo tv y El Coque va.
Tiene una sección del mundo del espectáculo en el programa matutino de televisión más importante de la televisión mexicana: Hoy.
Participó como ella misma en la telenovela El triunfo del amor, con el actor William Levy, en 2010. En el año 2017, debutó en teatro con la comedia “Divas por siempre” junto a Manuel “loco” Valdés, Lyn May, Wanda Seux, Princesa Yamal y Miguel Garza. Tiene su propio canal de YouTube, ShanikTV.[cita requerida]
En 2024 hizo parte de la segunda temporada de la casa de los famosos México en la cual resultó segunda eliminada.

## Vida personal
Está casada con el ingeniero Jorge Berman, hermano de la escritora Sabina Berman.
En 2004, su hijo mayor, Daniel, perdió la vida en un accidente automovilístico. Su hija menor se llama Karla.